# Prorocopis peratoscia
Prorocopis peratoscia là một loài bướm đêm trong họ Noctuidae.